# اثر دروسته

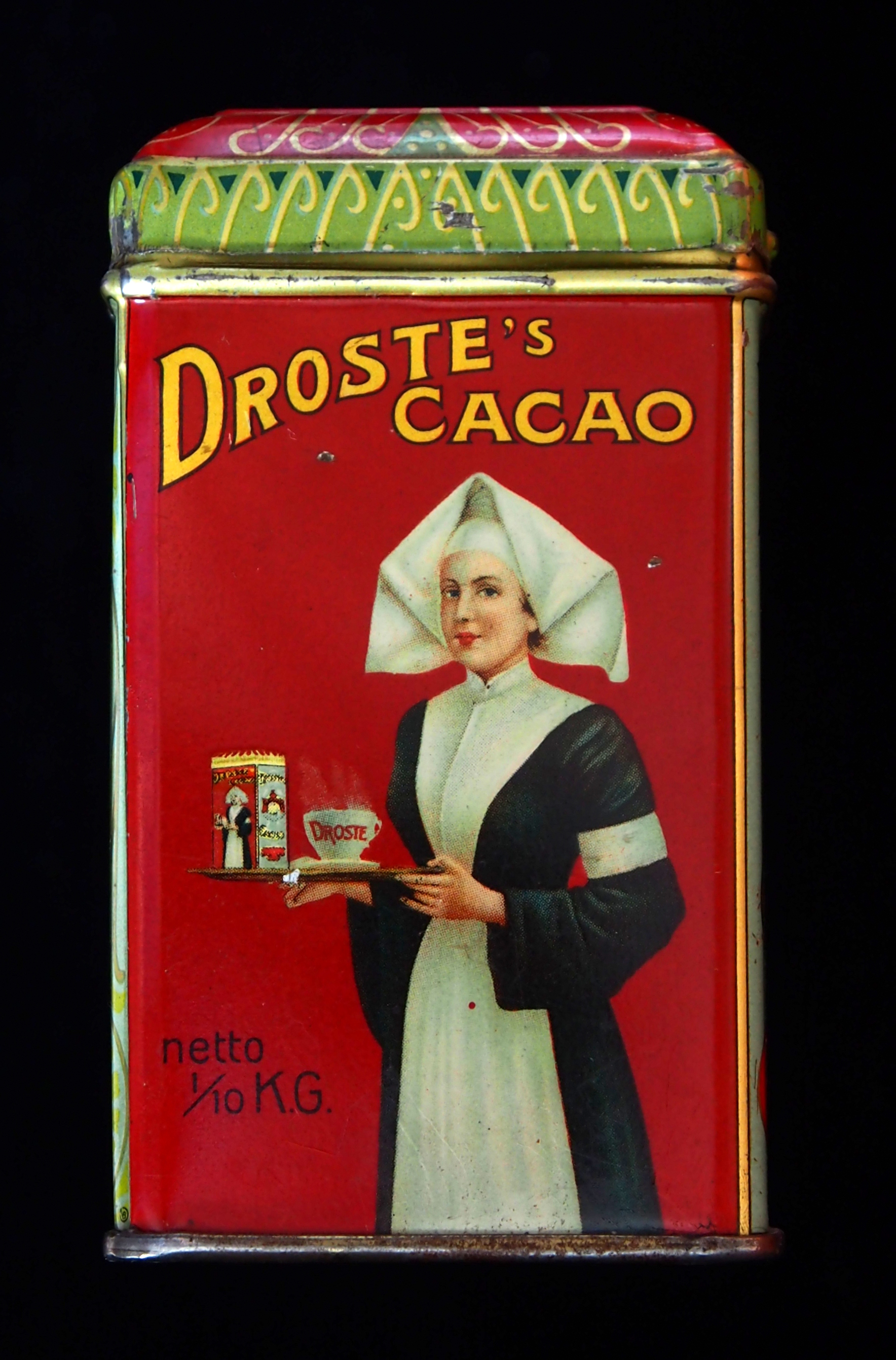

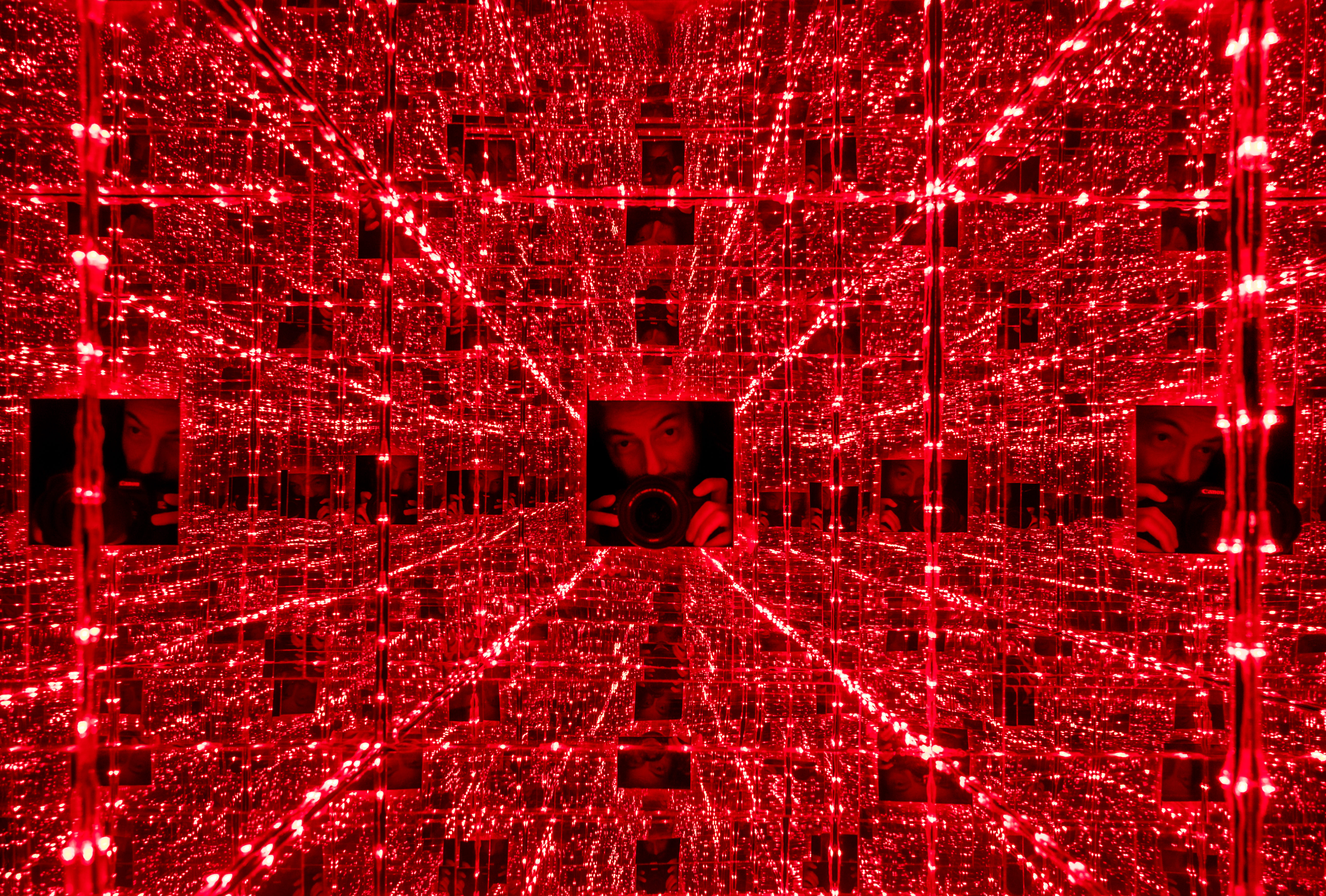

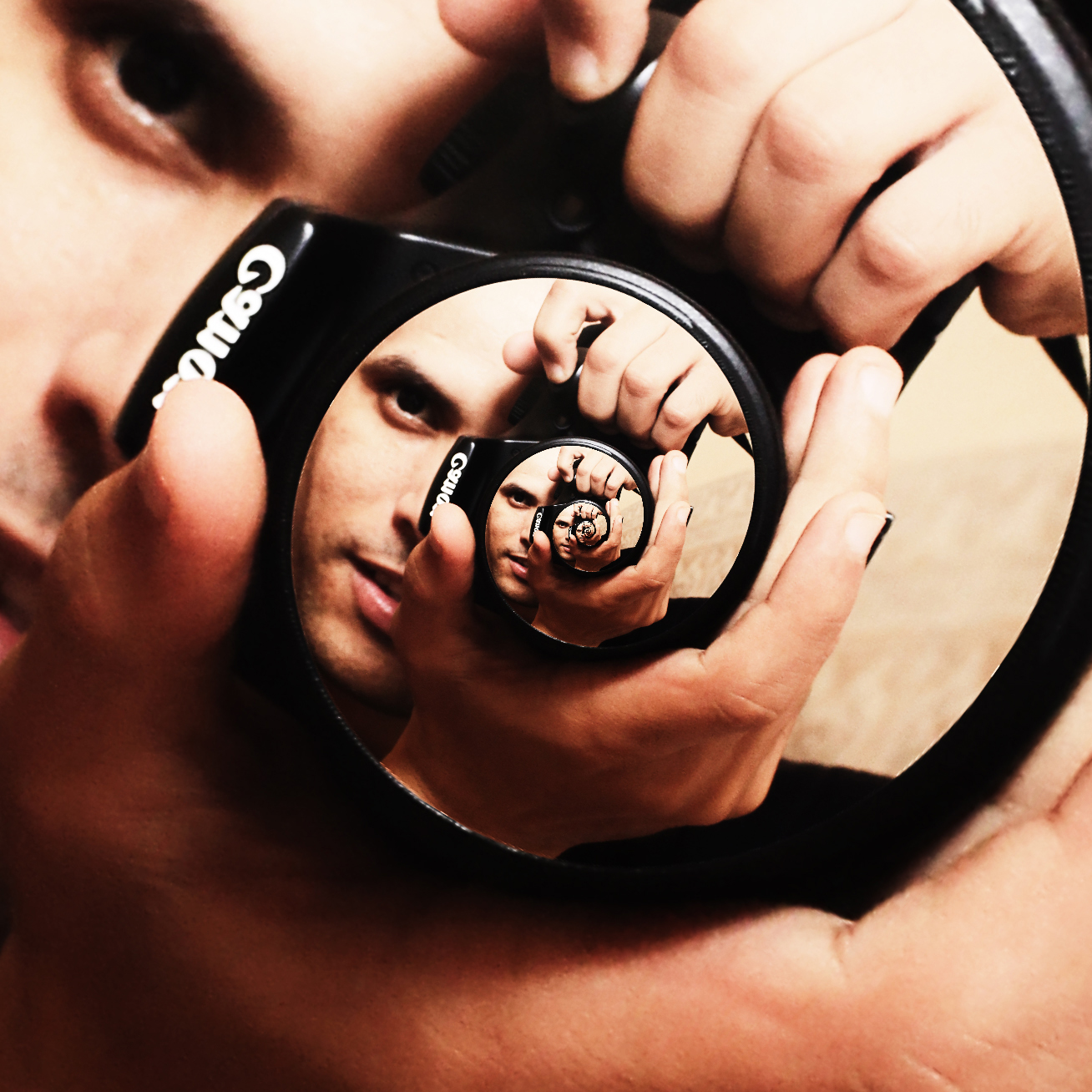
اثر دروسته

اثر دروسته (انگلیسی: Droste effect) در هنر به عنوان نمونه ای ازmise en abyme شناخته شده‌است، و اثر تصویری است که به‌طور بازگشتی در خودش ظاهر می‌شود.
این اثر به نام دروسته یک برند هلندی پودر کاکائو نامگذاری شده، که در آن عکسی طراحی شده در سال ۱۹۰۴ قرار دارد. این اثر از آن زمان در بسته‌بندی محصولات مختلفی به کار رفته. این اثر در آثار قرون وسطی مثلاً Stefaneschi Triptych از جوتو دی بوندونه در ۱۳۲۰ میلادی ظاهر شده‌است.